# Tupesy
Tupesy település Csehországban, a Uherské Hradiště-i járásban. Tupesy Zlechov, Velehrad, Břestek és Buchlovice településekkel határos. Lakosainak száma 1124 fő (2024. január 1.).

## Népesség
A település lakosságának változását az alábbi diagram mutatja:
| Lakosok száma | 1128 | 1362 | 1412 | 1474 | 1123 | 1080 | 1135 | 1140 | 1095 | 1124 |
|               | 1869 | 1900 | 1921 | 1961 | 1980 | 2011 | 2016 | 2019 | 2021 | 2024 |